# Joan Besora Barberà
Joan Besora Barberà (Reus, 10 de juny de 1890 – 14 de juny de 1970) va ser un administratiu i polític català.
Amb 14 anys va ser premiat en dibuix per l'Escola Municipal d'Arts i Oficis, i publicava diversos poemes al setmanari Foc Nou. De família catòlica conservadora, va militar al Partit Carlí i ocupà càrrecs en la seva direcció tarragonina en els anys anteriors a la guerra civil. Col·laborà assíduament al Semanario Católico de Reus i a la Revista del Centre de Lectura, entitat de la que en va ser secretari durant anys, quan va ser reoberta en la postguerra. Membre del Patronat Obrer de Sant Josep, on intervenia a la seva secció teatral, i del Centre Catòlic, va tenir una actuació decidida el 1940 en defensa de la catalanitat i en contra de les tendències unificadores de la Falange, cosa que li va costar un expedient. Les jerarquies del seu partit el van lliurar de sancions més importants. Va ser membre de la junta directiva del Museu Municipal, i, interessat per la història local, va publicar diversos estudis sobre personatges reusencs i l'escut de la ciutat. Va escriure també algunes obres teatrals, com la comèdia Les flors de la caritat (Reus: impremta Sanjuan, 1921) i d'altres que han quedat inèdites.